# Dodona palaya
Dodona palaya är en fjärilsart som beskrevs av Hans Fruhstorfer 1914. Dodona palaya ingår i släktet Dodona och familjen Riodinidae. Inga underarter finns listade i Catalogue of Life.